# Geschichte der Stadt Norden (Ostfriesland)
Die Geschichte der Stadt Norden lässt sich bis ins Hochmittelalter zurückverfolgen, erste Besiedlungsspuren finden sich jedoch schon aus der Steinzeit.

## Frühzeit bis Mittelalter
Früheste Belege für die Anwesenheit von Menschen auf dem Norder Stadtgebiet sind archäologische Funde aus der jüngeren Steinzeit (etwa 2000 v. Chr.). Ab dem 6. Jahrhundert nach Christus wanderten Friesen in das zuvor von Chauken und Sachsen besiedelte Ostfriesland. In der Folgezeit entwickelten sich regionale Marktorte, darunter auch Norden. Der Ort konnte dabei von seiner Lage am Schnitt- und Endpunkt alter Handelsstraßen (Emsweg von Münster und Küstenweg von Bremen) profitieren und gewann schon sehr früh an Bedeutung. Vieh, Muschelkalk und Salz waren die Haupthandelsgüter. Aus der Frühzeit der Stadt liegen wenige Belege vor, deren Deutung unsicher ist. So wurde ein Ort namens Nordhunwig 884 von den Wikingern zerstört. Im selben Jahr wurden die Wikinger in der Schlacht bei Norditi von den Friesen vernichtend geschlagen. In beiden Fällen ist eine Gleichsetzung des Namens mit der Stadt unsicher. Bis 1150 war Norden ein Vorort des neben dem Norder- auch das Auricher- und Harlingerland umfassenden Gaues Nordendi, der nach der Eingliederung Ostfrieslands in das Fränkische Reich angelegt und einem auswärtigen Grafen übertragen wurde. Im 11. und 12. Jahrhundert wurde die fränkische Grafschaftsverfassung von den Friesen weitgehend ausgehöhlt und der Großgau Nordendi brach auseinander. Norden wurde nach dessen Auflösung Hauptort des Norderlandes. Von der zentralen Bedeutung des Ortes zeugt, dass sich hier neben zwei Kirchen auch zwei Klöster und eine Burg in enger Nachbarschaft befanden – eine Konzentration, die es im Norderland sonst an keinem anderen Ort gab. Die Beziehungen zwischen Norden und seinem Umland sind allerdings umstritten. Spätestens für die zweite Hälfte des 13. Jahrhunderts kann von städtischen oder stadtähnlichen Strukturen gesprochen werden.
Im Jahr 1255 wurde Norden in einem Vertrag erstmals gesichert urkundlich erwähnt, was vielfach irrtümlich mit der Verleihung des Stadtrechts verwechselt wird. Aus diesem Irrtum heraus erklärt sich auch, dass Norden sich bis in die jüngste Zeit als „älteste Stadt Ostfrieslands“ bezeichnet. Emden wurde allerdings 1224, also 31 Jahre früher, erstmals urkundlich erwähnt, als ein Emder Handelsschiff in London anlegte. Gleichwohl hatte auch Norden schon damals einen städtischen Charakter. Die älteste Burg in Norden – die Olde Borg – wurde 1285 noch durch die Landesgemeinde zur Friedenssicherung errichtet. Es folgten mehrere Burgen der vorherrschenden Häuptlingsfamilien des Ortes, so etwa die Ennenburg der Attena am damaligen Hafen und die Idzingaburg der gleichnamigen Familie Idzinga, aus deren Wappen die Stadt Norden später die Sporenräder übernahm. Diese Burgen gehörten dem Typus der ostfriesischen Häuptlingsburgen an, wie er noch heute am Steinhaus Bunderhee zu erkennen ist. Zu den frühesten bekannten Häuptlingsburgen zählt die schon 1353 zerstörte Burg der Aldersna im Stadtteil Lintel.
Das Wappen zeigt zudem den Apostel Andreas mit dem bekannten Andreaskreuz, ein Hinweis auf die nicht mehr existierende Stadtkirche, die dem Heiligen Andreas geweiht war. Die Ludgeri-Kirche war im Gegensatz zur Andreaskirche die Kirche des Norder Umlandes, dessen Dörfer in der Stadt neben der Kirche Verwaltungsämter unterhielten.
Auch Klostergründungen verzeichnet die Stadtgeschichte: Im 11. Jahrhundert entstand am Zingel das Kloster Marienthal, die spätere Grablege der ostfriesischen Adelsfamilie Cirksena; die Dominikaner siedelten sich 1264 am Fräuleinshof an.
In der Zeit der Ostfriesischen Häuptlinge von 1350 bis 1464 gehörte Norden mit seinem Umland zum Herrschaftsgebiet verschiedener Häuptlingsfamilien und gelangte dann in die Hände der tom Brok aus dem Brookmerland, nach ihrem Ende an die Grafen und späteren Fürsten von Ostfriesland aus dem Hause Cirksena. Das bedeutete für den Ort eine geringere politische Bedeutung, da sich die Machtzentren Ostfrieslands in Aurich (zunächst Sitz der tom Brok, später der Cirksena) und Emden (Cirksena, bis zu ihrer Vertreibung 1595) entwickelten, weshalb der Ort wohl auch nie mit einer Stadtmauer oder Ähnlichem befestigt wurde. Norden war in der Folgezeit hauptsächlich Handelsort, was im 14. Jahrhundert nach Sturmfluten durch eine Ausweitung der Leybucht begünstigt wurde. Der Ort hatte nun direkten Zugang zum Meer. So entstand im Südbereich der Stadt ein Seehafen, der bis weit ins 19. Jahrhundert hinein Bedeutung hatte und der Stadt über einen langen Zeitraum eine wirtschaftliche Blüte bescherte, auch wenn sein Handel dem der Stadt Emden stets nachstand. Norden besaß eine eigene Handelsflagge, unter der Norder Schiffe Nord- und Ostsee befuhren.

## Norden unter den Cirksenas

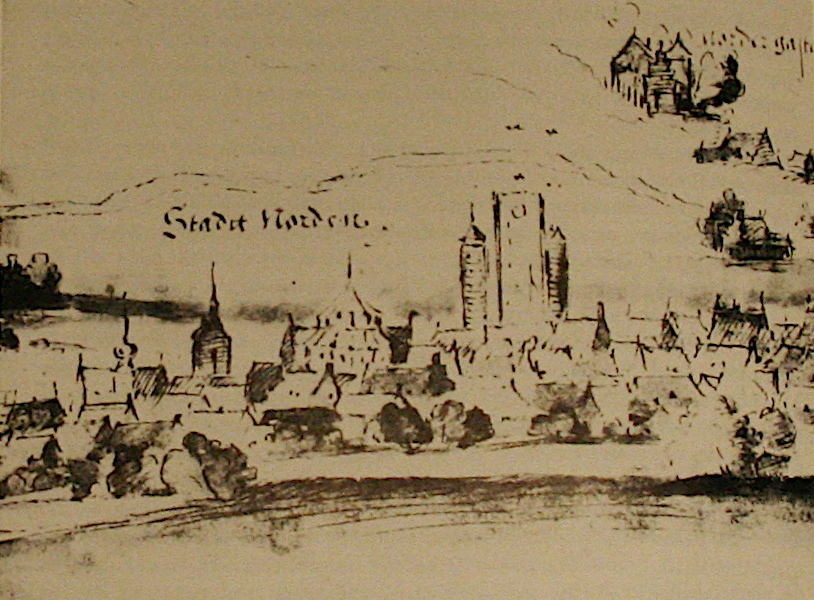
Norden um 1590. Ausschnitt aus einer zeitgenössischen Darstellung

Im Jahr 1531 verwüstete ein Heerhaufen des Häuptlings Balthasar von Esens die unbefestigte Stadt, unter anderem wurden der Vorgängerbau des heutigen Alten Rathauses, mehrere Klöster und die Andreaskirche zerstört. Sie stand nördlich der Ludgerikirche auf dem Marktplatz. Versuche, die Andreaskirche wieder aufzubauen, schlugen fehl, und das Gebäude stürzte im 17. und 18. Jahrhundert allmählich ein. Die letzten Reste der Andreaskirche verschwanden 1756. Es ist unbekannt, ob es in Norden jemals eine Stadtrechtsverleihung gab. Nach dem Wiederaufbau Nordens gab Graf Enno II. dem Ort mit den Instituta Nordana eine Stadtordnung (1535). Als „Stadt“ hatte jedoch bereits Graf Edzard I. Norden bezeichnet (1491 und 1498).
Im 16. Jahrhundert ließen sich erstmals Juden in der Stadt nieder. Der jüdische Friedhof ist der älteste in Ostfriesland.
Im 16. Jahrhundert wurden auch weitere Polder eingedeicht, darunter 1551 das Westermarscher Altes Neuland (578 ha), 1556 Süderneuland (633 ha), 1583 das Westermarscher Neuland (585 ha) und 1589/1593 das Addinggaster Neuland (229 ha). Bis 1678 gab es forthin keine neuen Einpolderungen mehr.
Die Reformation erbrachte in Norden einen teilweise erbittert geführten Streit zwischen calvinistischen Protestanten und Lutheranern. Das Grafenhaus förderte die Reformation. Die Söhne Edzards des Großen, Enno II. und Johann I., regierten 1528–1540 großenteils gemeinschaftlich, wobei Enno der lutherischen Lehre anhing, Johann jedoch katholisch blieb. Die kurze Zeit später erlassene Regelung Cuius regio, eius religio wurde in Ostfriesland nie in dem Sinne umgesetzt, dass die Bürger zur Annahme des Bekenntnisses des Landesherrn verpflichtet waren. In dieser Gemengelage stritten in Norden lutherisch Gesinnte und Calvinisten (Reformierte) erbittert über die Kirchenordnung. Letztlich setzten sich die lutherischen Geistlichen durch. Die Gründung einer reformierten Gemeinde Lütetsburg/Norden erbrachte zunächst eine Befriedung der geistlichen Verhältnisse. Die Familie zu Inn- und Knyphausen auf der Lütetsburg war calvinistisch orientiert und ließ auf der Lütetsburg Gottesdienste zu. Doch 1680 brach der Konflikt erneut aus, als die Reformierten in Bargebur, damals kurz vor den Toren der Stadt, eine reformierte Kirche bauen wollten. Aufgebrachte Norder Bürger rissen den Bau wieder ein, erst unter der Aufsicht militärischer Truppen wurde der Bau 1684 vollendet.
Ein weiterer Konfliktpunkt war die Steuerpolitik der Grafen. Der Streit eskalierte im Jahre 1602, als Graf Enno III. die Stadt eroberte, nachdem diese ihm die Huldigung verweigert hatte. Enno erkannte der Stadt sämtliche Privilegien ab und erteilte diese erst nach erfolgter Huldigung wieder. In den Jahren 1597/98 und noch einmal 1611 brach in der Stadt die Pest aus. Während des Dreißigjährigen Krieges wurde Norden von Mansfelder (1622 bis 1624), kaiserlichen (1627 bis 1631) und hessischen Truppen (1637 bis 1650) bedrängt.
Im 18. Jahrhundert besaß Norden eine bedeutende Seeflotte an der ostfriesischen Küste. Bei der Weihnachtsflut 1717 wurde das Norder Stadtgebiet wie das gesamte Ostfriesland schwer getroffen. Die Ortschaft Itzendorf musste aufgegeben werden, an sie erinnert die Itzendorfplate, eine Untiefe vor der Norder Küste in Höhe des Ortsteils Westermarsch.
Neue Eindeichungen erfolgten 1678 (Charlotten-Polder, 602 ha) und 1715 (Kleiner Addinggaster Polder, 76 ha).

## Unter preußischer und hannoverscher Herrschaft

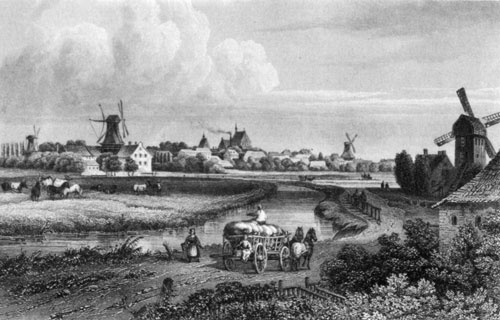
Norden um 1845

Im Jahr 1744 fiel Ostfriesland, und damit auch Norden, durch eine Exspektanz an das Königreich Preußen. Der preußische Staat förderte in den folgenden Jahrzehnten den Landesausbau Ostfrieslands – besonders durch Moorkolonisierung, aber auch durch Eindeichungen. Auch auf dem heutigen Norder Stadtgebiet wurden drei Polder eingedeicht: 1769 der Leysander Polder (145 ha), 1774 der Zuckerpolder (15 ha), 1775 der Buscherpolder (48 ha), 1781 der Schulenburger Polder (241 ha), 1789 der Lorenz- und Friederikenpolder (60 ha) und schließlich 1804 der Teltingspolder (28 ha). Alle befinden sich südlich des Stadtkerns und wurden aus der Leybucht gewonnen.
Im Jahr 1794 gründeten sieben Norder Kaufleute und Bürger aus Hage die Fehnsiedlung Norderfehn, die später in Berumerfehn umbenannt wurde. Sie bauten dort Torf ab. Dazu gruben sie den heutigen Berumerfehnkanal, der den Norder Hafen mit der neuen Fehnkolonie verband. Er ist etwa 14 Kilometer lang. Auf rund 1500 Hektar Fläche wurde der Torf gestochen und – erstmals 1797 – mit kleinen Schiffen auf dem Kanal nach Norden transportiert. Die Stadt wurde damit unabhängig von den zuvor nötigen Importen des Brennmaterials, das vor allem aus dem Groningerland und dem Saterland beschafft wurde.
Nach der napoleonischen Besatzungszeit 1806 bis 1813, als Norden dem Département Ems-Oriental angehörte, fiel die Stadt 1815 an das Königreich Hannover.
In den 1840er Jahren wurden in Ostfriesland mehrere Chausseen angelegt, die die Städte verbanden. Dazu zählte die 1844 fertiggestellte Chaussee von Norden nach Emden, die zudem ab Georgsheil auch einen Anschluss nach Aurich sicherte. Von 1844 bis 1846 wurde im Süden des heutigen Stadtgebiets der Ernst-August-Polder (benannt nach dem Hannoverschen König) eingedeicht.
Das Revolutionsjahr 1848 hinterließ auch in Norden Spuren. „Das politische Leben erwachte.“ Es kam zur Gründung eines Bürgervereins, dessen politisches Wirken allerdings nicht nachhaltig war. Zudem wurde eine Bürgerwehr zur Aufrechterhaltung der öffentlichen Ordnung gegründet. Die erste Zeitung, das Norder Stadtblatt, erschien in jenem Jahr. Weitere Verleger nutzten ebenfalls die neu gewonnene Pressefreiheit, auch ihn war wirtschaftlich jedoch nur ein kurzes Leben beschieden. Erst 1867 wurde der Ostfriesische Kurier gegründet, der bis zum heutigen Tag das Lokalblatt des Norderlandes bleibt.
Ostfriesland kam 1866 mit dem Ende des hannoverschen Königreichs wieder zu Preußen zurück. Durch Eindeichungen war der Zugang der Stadt zum Meer stark eingeschränkt und wurde nur noch durch das Norder Tief aufrechterhalten. Die Bedeutung Nordens als Handelsort sank dadurch, wurde aber durch die beginnende Industrialisierung kompensiert. In Norden entstanden die Norder Eisenhütte, eine Schokoladen- und eine Zuckerfabrik, Tabak-, Zichorien-, Essig- und Senffabriken. Der Markt hatte weiterhin überregionale Bedeutung im Handel mit Vieh, Holz und Getreide. Zum größten Unternehmen am Ort entwickelte sich schon bald die 1806 von dem aus Groningen stammenden Mennoniten Jan ten Doornkaat Koolman gegründete Schnapsbrennerei Doornkaat.

## Norden im Kaiserreich

Osterstraße in Norden um 1920

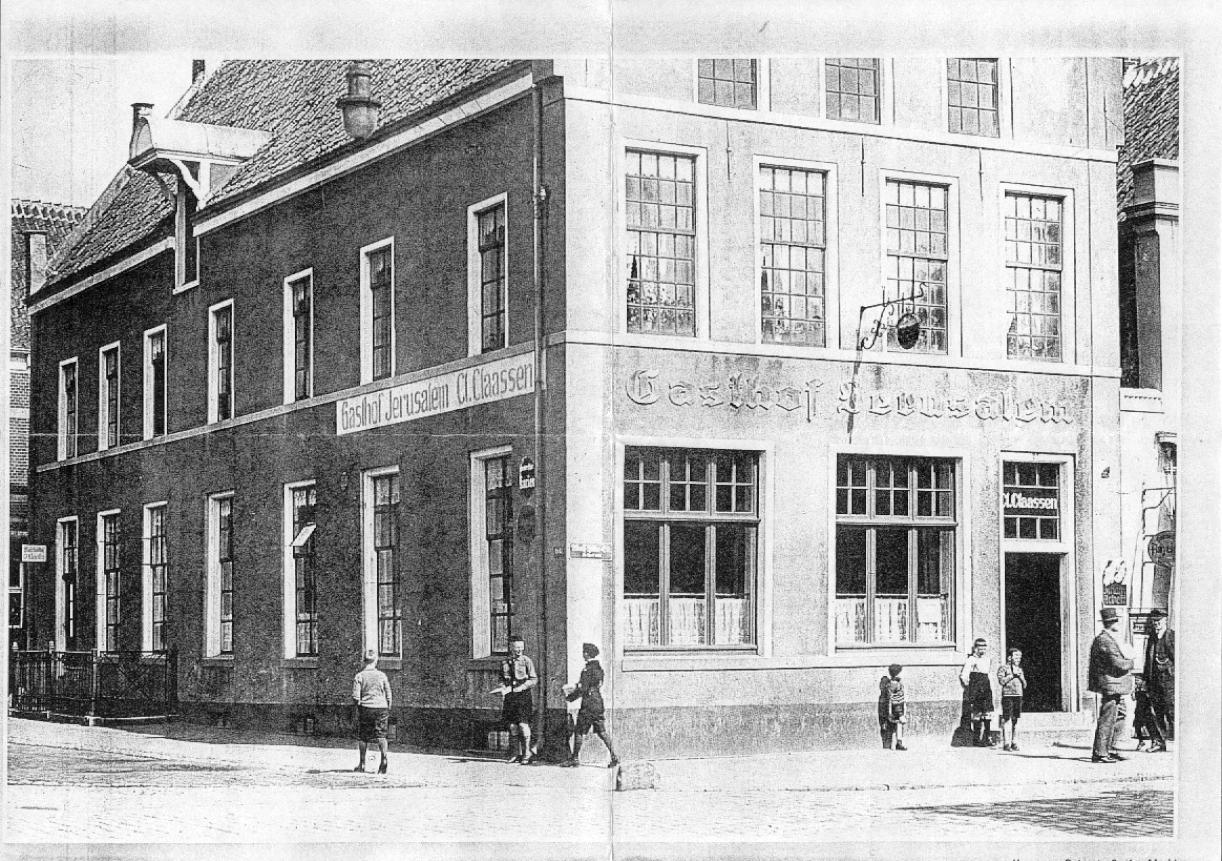
Gasthof „Jerusalem“ in der Osterstraße um 1920

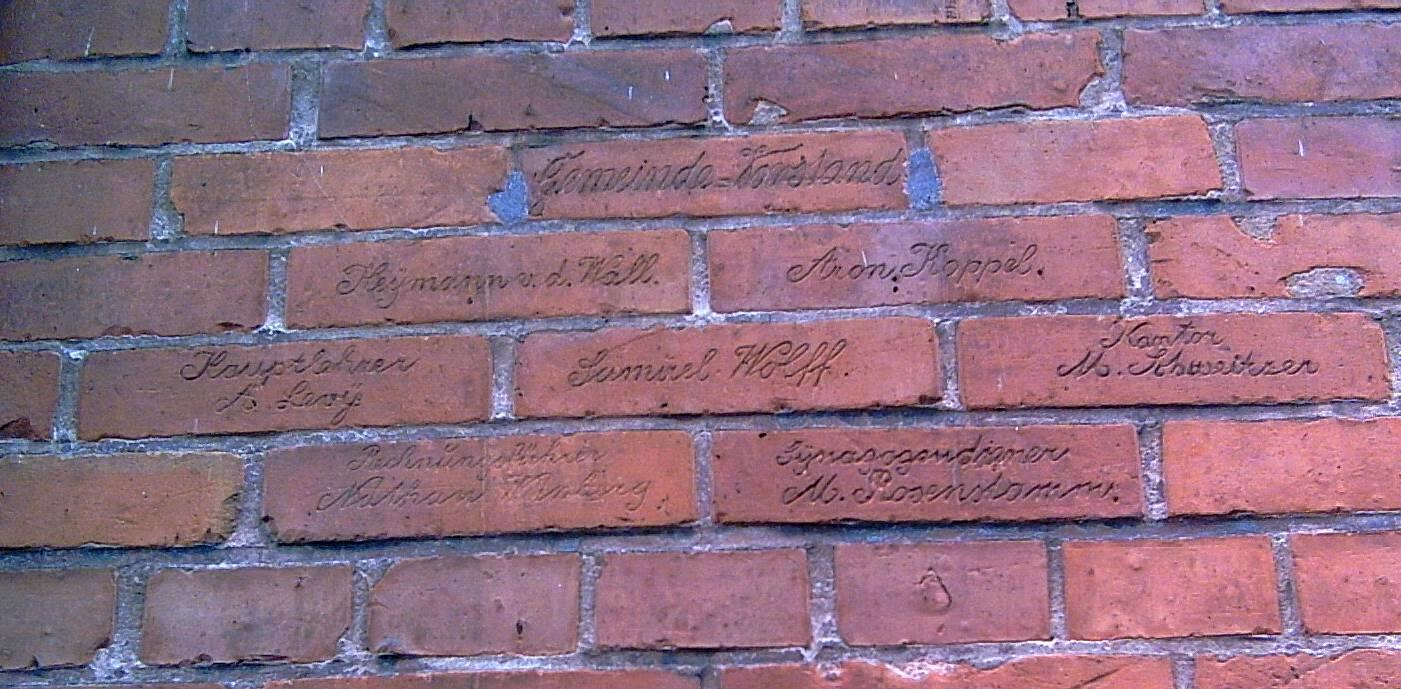
Die Namen des jüdischen Gemeindevorstandes in den 1930er Jahren, eingeritzt in die Wand des jüdischen Gemeindehauses

Ein bedeutendes Ereignis war der Anschluss an das nationale Eisenbahnnetz 1883; die Strecke wurde 1892 bis zum Norddeicher Fähranleger, genannt Norddeich Mole, weitergeführt. Dadurch gewann die Stadt auch für den Durchgangsverkehr von Touristen nach Norderney und anderen Ostfriesischen Inseln an Bedeutung.
Im Zuge der preußischen Gebietsreform des Jahres 1885 lösten auch in Ostfriesland die (größeren) Landkreise die vorherigen Ämter ab. Norden wurde zum Sitz des gleichnamigen Landkreises, der aus den früheren Ämtern Norden und Berum bestand.
Im Jahr 1889 begann der Bau der ersten Hafenmole in Norddeich, wo 1905 die Küstenfunkstelle Norddeich Radio errichtet wurde. 1914 wurde die Stadt an die Elektrizitätsversorgung angeschlossen. Während des Ersten Weltkrieges wurden in Norden und seinem Umland Kriegsgefangene auf den Bauernhöfen eingesetzt. Vor allem die Küstenfunkstelle hatte in den nächsten vier Jahren große Bedeutung für die Kaiserliche Marine und wurde entsprechend geschützt. Nach dem Ende des Ersten Weltkrieges übernahm auch in Norden ein Arbeiter- und Soldatenrat für kurze Zeit die Macht, löste sich dann aber schnell auf. Wie im übrigen Ostfriesland blieben die Arbeiter- und Soldatenräte eine kurze Episode, was nicht zuletzt an der ländlich-konservativen Haltung in weiten Teilen Ostfrieslands lag.

## Weimarer Republik
Am 1. April 1919 wurde die bis dahin selbständige Gemeinde Sandbauerschaft eingemeindet. Das kleine Norder Stadtgebiet, das bis dahin etwa 80 Hektar betrug, erweiterte sich damit um ein Vielfaches. Auch die Einwohnerzahl stieg um knapp 4000 Personen auf insgesamt 10245. Die Sandbauerschaft umfasste die historischen Dörfer Ekel, Lintel, Westgaste und Martensdorf sowie zahlreiche Wohnplätze und Einzelgehöfte. 
In den Folgejahren erholte sich der Tourismus in Norddeich wieder. Für das Jahr 1926 wurde berichtet, dass „jedes Fremdenzimmer besetzt“ sei. Die Stadt Norden und Norddeich, damals noch Teil der Gemeinde Lintelermarsch, gründeten einen gemeinsamen Kurverein zur Förderung des Tourismus. Die 1917 gegründete Fährreederei Frisia, deren Ursprünge allerdings bereits auf 1871 zurückgehen, baute ihre Flotte in den Folgejahren deutlich aus und setzte ab 1930 auch kombinierte Auto-/Personenfähren ein.
Im Jahr 1929 schränkte die Eindeichung des Leypolders, verbunden mit dem Bau des Leybuchtsiels, den Zugang der Stadt zum Meer weitgehend ein. Infolgedessen entwickelt sich der Hafen von Norddeich zunehmend zum wichtigeren des heutigen Stadtgebiets.

## Nationalsozialismus
Bei den Kommunalwahlen vom 12. März 1933 konnten die Nationalsozialisten, die bereits seit 1923 eine eigene Ortsgruppe hatten, in der Stadt die Mehrheit der Stimmen auf sich vereinigen. Bereits wenige Tage später setzten Verhaftungswellen gegen Kommunisten und Sozialdemokraten ein. Wenige Wochen nach der Machtergreifung der Nationalsozialisten kam es zu Übergriffen auf politische Gegner: 27 Sozialdemokraten und Kommunisten wurden in der Gaststätte Zur Börse von Nazis brutal misshandelt. Am 28. März ließ die SA in der Stadt sämtliche jüdische Geschäfte schließen und rief zu deren Boykott auf. Diese Maßnahme wurde am 5. April wieder beendet. In der Folgezeit wurden Juden, die mit „arischen“ Norder Frauen Kontakt hatten, durch die Hauptstraßen des Ortes geführt, um den Hals ein Schild mit der Aufschrift Ich bin ein Rasseschänder (Juli 1935).
Im Verlauf des Jahres 1938 setzte eine verstärkte antijüdische Hetze in der Norder Presse ein. Norden besaß viele Jahrzehnte hindurch eine jüdische Gemeinde mit Synagogen in Norden und auf Norderney. Die Norder Synagoge wurde während der nationalsozialistischen Pogrome in der Nacht vom 9. auf den 10. November 1938 zerstört. Das Schulhaus und das Wohnhaus des Rabbiners stehen noch. Die Synagoge in Norderney blieb von den Aktionen in Zusammenhang mit den Novemberpogromen verschont, da sie zuvor an einen Eisenwarenhändler verkauft worden war, der dort einen Lagerraum einrichten wollte. Die in Norden lebenden Juden wurden zusammengetrieben und gemeinsam mit den anderen ostfriesischen Juden in das KZ Sachsenhausen gebracht, von wo sie Wochen später zurückkehrten. Nach den Novemberpogromen löste sich die jüdische Gemeinde in Norden auf. Die letzten Juden wurden im April 1940 in Konzentrationslager abtransportiert. Während der Zeit des Nationalsozialismus wurde fast die Hälfte der jüdischen Norder umgebracht.
Im Zweiten Weltkrieg wurde Norden von Bomben getroffen, die zu mehreren Todesopfern führten. Insgesamt überstand die Stadt den Krieg, von den Entbehrungen des Alltags abgesehen, „relativ glimpflich“. Norden nahm wie andere Städte und Gemeinden in Ostfriesland nach dem 6. September 1944 ausgebombte Emder auf, nachdem die Seehafenstadt durch alliierte Luftangriffe schwer zerstört worden war.
Nachdem aufgebrachte Norder Bürger energisch bei Parteiführern und verantwortlichen Angehörigen der Wehrmacht vorgesprochen hatten, wurde die Stadt am 4. Mai 1945 kampflos den Alliierten übergeben.

## Norden seit 1945
Durch den Flüchtlingsstrom der Nachkriegszeit nahm die Bevölkerung Nordens erheblich zu. Im Stadtteil Tidofeld befand sich eines der größten Barackenlager im Nordwesten.
Von 1947 bis 1950 wurde der Leybuchtpolder eingedeicht, auf dem später der heutige Stadtteil entstand. Die bislang letzte Eindeichung an der Leybucht geschah durch die Anlage des 4,75 Kilometer langen Störtebekerdeiches. Die Deicharbeiter wurden mit einem Teil des eingedeichten Landes entlohnt – teils als landwirtschaftliche Existenzgrundlage und teils zum Nebenerwerb. „Ich halte es für eine Selbstverständlichkeit, daß bei der Verteilung des Siedlungslandes in der Leybucht in erster Linie die Arbeiter berücksichtigt werden sollen, aus deren Arbeit dieses Land überhaupt erst entstanden ist“, hatte der Regierungspräsident in Aurich dem Leiter des Norder Domänen- und Bauamtes bereits vor Beginn der ersten Baumaßnahme mitgeteilt. Es entstanden darüber hinaus 53 größere Betriebe zu 10 bis 16 Hektar.
Ein neuer Stadtteil, Norden-Neustadt, entstand in den 1950er Jahren. Die Straßennamen erinnern bis heute an Städte der ehemaligen deutschen Ostgebiete, aber auch an Städte der damaligen DDR. Bis in die 70er Jahre hinein besaß dieser Stadtteil ein gewerbliches und kulturelles Eigenleben. Zentrum war der Ernst-Reuter-Platz, um den herum verschiedene Läden gruppiert waren. In seiner Blütezeit besaß Norden-Neustadt sieben Lebensmittelgeschäfte, eine Bäckerei, ein Elektro-Fachgeschäft, einen Gemüsehandel, eine Buch- und Schreibwarenhandlung, zwei Milchgeschäfte, eine Kohlenhandlung, die einer Mühle angegliedert war, sowie eine Bau- und Möbeltischlerei. Auch gab es an der Nordseestraße ein eigenes Postamt. Verschiedene Flüchtlingsvereine, ein Stadtteil-Fußballclub (Concordia Norden-Neustadt) sowie die Interessengemeinschaft Norden-Neustadt sorgten mit zahlreichen Veranstaltungen für ein breit gefächertes Kulturangebot.
Durch den Strukturwandel in der Landwirtschaft, in der mit modernen Maschinen bessere Erträge verzeichnet wurden, durch die Zuwanderung von Vertriebenen und wegen des Mangels an alternativen Beschäftigungsmöglichkeiten jenseits der Landwirtschaft waren die 1950er Jahre ein Jahrzehnt, das von hoher Arbeitslosigkeit geprägt war. Ab diesem erfolgte auch ein großzügiger Ausbau der Infrastruktur in der Stadt, begonnen mit der Kanalisation im Stadtkern (1958). Zudem wurden neue Schulen gebaut. Erste Rufe nach einer Ortsumgehung für die Innenstadt wurden laut, die immer stärker durch den Tourismus-Verkehr belastet wurde.
In den 1960er- und 1970er-Jahren wurde in Norden die Altstadt umfangreich saniert, der eine größere Zahl historisch bedeutsamer Gebäude zum Opfer fiel. Südlich des Marktes standen hauptsächlich aus dem 18. Jahrhundert stammende Häuser (entlang der engen Straßenzüge von Kirch-, Siel-, Uffen- und Heringstraße), die teilweise noch über offene Feuerstellen und die für Ostfriesland typischen Butzen verfügten. Es wurden zahlreiche Häuser an den genannten Straßen abgerissen, lediglich an der Ostseite der Uffenstraße sowie am Burggraben wurden einige erhalten. Die Wohnungsbaugesellschaft Neue Heimat errichtete auf dem nun freien Gelände Mehrfamilienhäuser und drei Wohnhochhäuser. Als weitere Maßnahme wurden mehrere Straßen rund um den Marktplatz verbreitert. Für die medizinische Versorgung der Einwohner Nordens und des Umlands ist 1966 ein neues Kreiskrankenhaus (heute Ubbo-Emmius-Klinik) eröffnet worden.
Es wurden als weitere Maßnahme mehrere Straßen rund um den Marktplatz verbreitert. Dieser Aktion fielen erneut alte Bürgerhäuser (darunter die Tischlerei Nesso an der Einmündung Klosterstraße) zum Opfer (auch entlang Burggraben, Damm-, Schlachthausstraße), außerdem mussten die Alleebepflanzungen der Bahnhof- und Norddeicher Straße weichen. Das in den 1970er Jahren abgerissene dritte Haus der Drei Schwestern wurde 1993 wieder aufgebaut, da sich inzwischen die stadtplanerischen Strömungen in Deutschland wieder zum Konservativen hin entwickelt hatten und man nun der historisch gewachsenen Innenstadt eine ganz andere Bedeutung beimaß. Man hatte etwa in den 1970er Jahren auch den Abriss des Schöninghschen Hauses und des Vossenhuus geplant.
In den 1960er-Jahren war Meta Rogall eine Wegbereiterin der Beatmusik in Ostfriesland. In ihrem Haus Waterkant traten ab 1961 Bands aus Großbritannien, den Niederlanden und Deutschland auf, darunter auch Otto Waalkes mit seiner Beat-Band The Rustlers. In späteren Jahren war Otto dann für Kurze Zeit DJ im Haus Waterkant. Wurde Rogall von offizieller Seite die Anerkennung für ihr Wirken lange Zeit verwehrt, gibt es inzwischen Bücher und ein Musical über ihr Leben. Das Medienzentrum Norden plant zudem eine große Dokumentation.
Durch die niedersächsische Kommunalreform 1972 gewann die Stadt eine Reihe von umliegenden Gemeinden als neue Stadtteile hinzu und wuchs beträchtlich in die Fläche. Bei der Kreisreform 1977 hingegen verlor die Stadt Norden den Sitz des gleichnamigen Kreises und gehört seither als Mittelzentrum zum Landkreis Aurich mit der Kreisstadt Aurich.

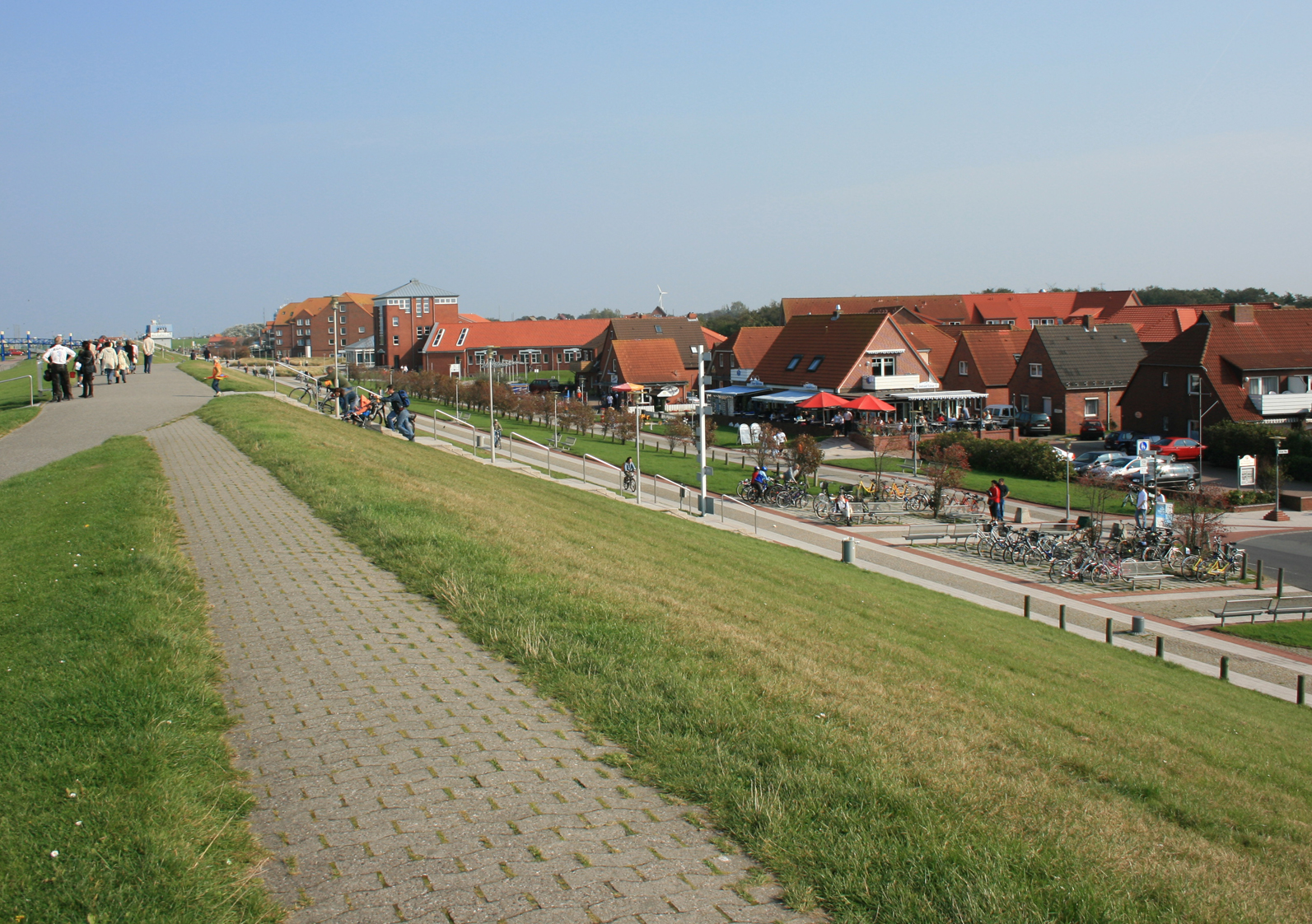
Blick auf Norddeich

Die Infrastruktur der Stadt wurde seitdem kontinuierlich ausgebaut. Im Jahr 1973 eröffnete die Pfingstgemeinde in Norddeich das Haus Nazareth, in dem in den folgenden Jahren viele Flüchtlinge Aufnahme fanden, darunter Boatpeople aus Vietnam. Im Landkreis Aurich stellen Vietnamesen die zweitgrößte Gruppe an Ausländern (637) nach den Niederländern. Ein Großteil von ihnen lebt in Norden. Zwischen 1969 und 1979 wurde im Stadtteil Norddeich insgesamt viel in die Infrastruktur investiert. Es entstanden die Seehund-Aufzuchtstation, das Meerwasser-Schwimmbad, neue Promenaden und ein aufgespülter Sandstrand. Dies führte dazu, dass Norddeich seit 1979 die offizielle Bezeichnung Nordseebad trägt.
Wirtschaftlich ging es Norden in den 1980er Jahren außerordentlich schlecht. Die Schließung eines Zweigwerks des Büromaschinenherstellers Olympia und der langsame Niedergang der Doornkaat-Brennerei sowie weiterer Betriebe trieben die Arbeitslosigkeit in die Höhe. Der Rekordstand wurde Anfang 1986 vermeldet: 29 Prozent. Die Bahn stellte den Schienenverkehr Norden-Esens 1983 ein.
Im Jahr 1996 öffnete die neue Kurklinik in Norddeich ihre Pforten. In den 1990er Jahren, teils auch schon vorher, siedelten sich zunehmend Betriebe in einem großen Gewerbegebiet im Süden der Stadt (Leegmoor) an, was die Arbeitslosigkeit sukzessive senkte, auch wenn sie innerhalb Ostfrieslands noch die Höchste ist (s. Abschnitt Wirtschaft). Die Geschichte der Küstenfunkstelle Norddeich Radio endete 1998. Schon in den 1980er, mehr noch aber in den 1990er Jahren ist die Stadt dazu übergegangen, den Marktplatz Stück für Stück attraktiver zu gestalten, den Gebäuden historische Details zurückzugeben und historische Merkmale nachträglich besonders hervorzuheben. Auch umfassende Renovierungen wurden vorgenommen, beispielhaft am Haus Vienna, erbaut um 1600. Die starke Verkehrsbelastung in der Innenstadt wurde ebenfalls abgemildert: Nach Jahrzehnten der Diskussion und des Bemühens um Aufnahme in den Bundesverkehrswegeplan erhielt Norden 2009 seine Ortsumgehung.

## Entwicklung des Ortsnamens
Es wird vermutet, dass es sich bei Norden um einen orientierenden Ortsnamen handelt. Er wird als „nach Norden hin liegend“ gedeutet. Das bereits 885 genannte Norditi wird als Verkürzung von Nord-widu gedeutet, was Nordwald bedeuten könnte. Ob Norditi jedoch mit Norden identisch ist, bleibt unklar.

## Einwohnerentwicklung
Die Stadt Norden hat heute gut 25.000 Einwohner, war um 1900 aber noch eine überschaubare Stadt mit etwa 7000 Einwohnern. Durch die Eingemeindung der Gemeinde Sandbauerschaft, die nahezu ringförmig um die Kernstadt verlief, wuchs Norden 1919 deutlich. Ein wesentlicher Schub in der Einwohnerentwicklung ergab sich nach dem Ende des Zweiten Weltkriegs, als viele Flüchtlinge aus den früheren Ostgebieten des Deutschen Reiches aufgenommen wurden (siehe dazu auch Vertriebenenlager Tidofeld). Ein zweiter Schub ergab sich durch die Eingemeindung vieler kleiner Umlandgemeinden im Zuge der Niedersächsischen Kommunalreform 1972.
| Jahr | Einwohner |
| ---- | --------- |
| 1804 | 3532      |
| 1826 | 5757      |
| 1861 | 6199      |
| 1867 | 5975      |
| 1871 | 6070      |
| 1885 | 6879      |

| Jahr | Einwohner |
| ---- | --------- |
| 1895 | 6794      |
| 1905 | 6717      |
| 1910 | 6885      |
| 1925 | 11.025    |
| 1933 | 12.150    |
| 1939 | 12.306    |

| Jahr | Einwohner |
| ---- | --------- |
| 1950 | 18.012    |
| 1954 | 17.785    |
| 1961 | 16.144    |
| 1970 | 16.986    |
| 1977 | 24.334    |
| 1980 | 24.300    |

| Jahr | Einwohner |
| ---- | --------- |
| 1990 | 23.700    |
| 2008 | 25.222    |
| 2011 | 25.019    |

## Einwohnerzahlen der im Jahr 1972 eingegliederten Orte
Hier werden die im Jahr 1972 eingegliederten Orte mit ihren Einwohnerzahlen in den Jahren 1961 und 1970 (Volkszählungsergebnisse am 6. Juni bzw. am 27. Mai) aufgeführt.
| Ort             | 1961 | 1970 |
| --------------- | ---- | ---- |
| Bargebur        | 551  | 423  |
| Leybuchtpolder  | 497  | 484  |
| Lintelermarsch  | 1181 | 1383 |
| Ostermarsch     | 409  | 421  |
| Süderneuland I  | 1425 | 1694 |
| Süderneuland II | 900  | 851  |
| Westermarsch I  | 539  | 687  |
| Westermarsch II | 673  | 694  |

Anmerkung: Bei der damaligen Gemeinde Lintelermarsch handelt es sich um den heutigen Ortsteil Norddeich.